# Xã Bird, Quận Conway, Arkansas
Xã Bird (tiếng Anh: Bird Township) là một xã thuộc quận Conway, tiểu bang Arkansas, Hoa Kỳ. Năm 2010, dân số của xã này là 884 người.